# Giorgio Consolini
Giorgio Consolini (ur. 28 sierpnia 1920 w Bolonii, zm. 28 kwietnia 2012 tamże) – włoski piosenkarz, zwycięzca Festiwalu Piosenki Włoskiej w San Remo w 1954 roku z piosenką „Tutte le mamme”, wykonaną w parze z Gino Latillą.

## Życiorys
W młodości pracował w firmie farmaceutycznej. Zachęcony przez swoich kolegów zaczął uczyć się śpiewu. Jego pierwsze występy miały miejsce w salach tanecznych Emilii-Romanii. W 1945 roku podpisał kontrakt z CGD, w 1947 roku nagrał pierwszy singiel 78-obrotowy „Mandolinate a sera”/„Madonna degli angeli”. Po kilku latach podpisał kontrakt z wytwórnią Parlophone, przy której pozostał do końca najważniejszej części swojej kariery.
Pierwszy znaczący sukces odniósł w 1950 roku, lansując piosenkę „Luna rossa”. W tym samym roku ożenił się z Liną Zanoli. W 1952 roku zadebiutował radiu występując w programie Dieci canzoni d’amore da salvare, na podstawie którego nakręcono później film. W tym samym roku wystąpił w filmie La leggenda del Piave w reżyserii Riccardo Fredy.
W 1953 roku zajął 3. miejsce na Festiwalu w San Remo prezentując w parze z Gino Latillą piosenkę „Vecchio scarpone”, oraz trzy inne piosenki, uplasowane na dalszych lokatach: „Vecchia villa comunale”, „Tamburino del reggimento” i „Povero amico mio” (wszystkie w parze z Gino Latillą). W 1954 roku wygrał Festiwal w San Remo prezentując w parze z Gino Latillą piosenkę „Tutte le mamme”; po raz pierwszy w historii tego Festiwalu wygrali dwaj mężczyźni. Piosenka ta w jego interpretacji zajęła 13. miejsce na liście przebojów Hit Parade Italia 1954, podczas gdy wersja Gino Latilli uplasowała się na 21. pozycji.
W 1957 roku powrócił na San Remo z piosenkami „Cancello fra le rose” i „Usignolo”, a w 1958 roku z „Campana di Santa Lucia”. W 1960 roku wylansował wspólnie z Sergio Brunim piosenkę „Il mare”, a w 1962 roku ponownie wystąpił w San Remo z piosenką „Vita”. Lata 60. upłynęły mu pod znakiem działalności nagraniowej, występach w radiu i telewizji oraz koncertach na żywo; podobnie było również w latach 70. W drugiej połowie lat 80. założył z Gino Latillą, Nillą Pizzi i Carlą Boni grupę Quelli di Sanremo. Grupa występowała w spektaklu Ieri, oggi e domani, w którym prezentowała w nowych wersjach swoje największe przeboje, zapowiadając je i przeplatając wspomnieniami z dawnych lat.
W 2010 roku obchodził swoje 90. urodziny oraz 60. rocznicę ślubu. W lipcu tego samego roku po raz ostatni wystąpił na żywo śpiewając wraz z Nillą Pizzi fragment piosenki na placu w miasteczku Ozzano dell’Emilia koło Bolonii.
W telewizji po raz ostatni pojawienie się w programie I migliori anni, prowadzonym przez Carlo Contiego. Zmarł 28 kwietnia 2012 w szpitalu Maggiore w Bolonii, gdzie był hospitalizowany przez dwa tygodnie. Pozostawił żonę Linę Zanoli i synów Marka (byłego mistrza w tenisie) i Stefano (piosenkarza).
Jego pogrzeb odbył się 3 maja w kościele parafialnym w miasteczku Riale di Zola Predosa koło Bolonii, gdzie mieszkał przed śmiercią.
Giorgio Consolini był typowym przedstawicielem włoskiej piosenki, nagrał setki płyt, brał udział w setkach festiwali i programów telewizyjnych, koncertował na całym świecie. Do jego największych przebojów należą: „Canzone della strada”, „Buska”, „Tutte le mamme”, „Vecchia villa comunale”, „Sotto l’ombrello”, „Polvere”, „Non volevo credere”, „Granada”, „Rondinella forestiera”, „Campana di Santa Lucia”.
Od swego debiutu w San Remo w 1953 roku stał się jednym z czołowych interpretatorów gatunku, który, definiowany jako sentymentalny, był rzeczywistości nośnikiem typowych włoskich melodii, które odnosiły sukcesy tak we Włoszech i za granicą. Wśród jego kolegów-reprezentantów tego nurtu byli: Oscar Carboni, Flo Sandon’s, Claudio Villa, Luciano Tajoli, Luciano Virgili, Achille Togliani i Narciso Parigi.